# Ятиё (город)
Ятиё (яп. 八千代市 Ятиё-си) — город в Японии, находящийся в префектуре Тиба. Площадь города составляет 51,27 км², население — 190 574 человека (1 августа 2014), плотность населения — 3717,07 чел./км².

## Географическое положение
Город расположен на острове Хонсю в префектуре Тиба региона Канто. С ним граничат города Тиба, Сакура, Фунабаси, Индзай, Сирои, Нарасино.

## Население
Население города составляет 190 574 человека (1 августа 2014), а плотность — 3717,07 чел./км². Изменение численности населения с 1980 по 2005 годы:
| 1980 | 134 479 чел. |  |
| 1985 | 142 184 чел. |  |
| 1990 | 148 615 чел. |  |
| 1995 | 154 509 чел. |  |
| 2000 | 168 848 чел. |  |
| 2005 | 180 729 чел. |  |

## Символика
Деревом города считается рододендрон, цветком — роза.

## Транспорт
- Кокудо 16